# Raúl Eduardo Vela Chiriboga

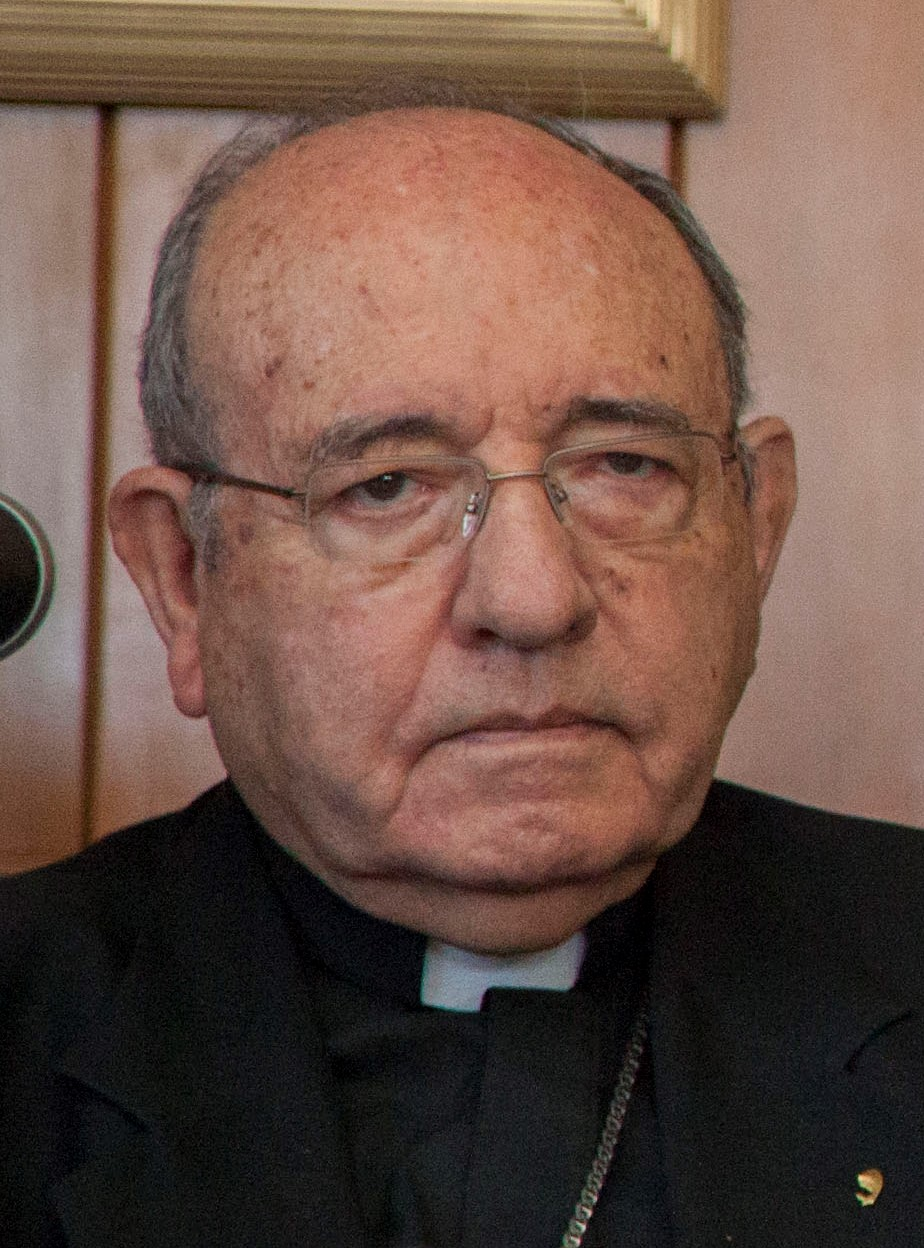
Raúl Eduardo Kardinal Vela Chiriboga (2015)

Kardinalswappen

Raúl Eduardo Kardinal Vela Chiriboga (* 1. Januar 1934 in Riobamba; † 15. November 2020 in Quito) war ein ecuadorianischer Geistlicher und römisch-katholischer Erzbischof von Quito. Seit 2010 war er Kardinal der römisch-katholischen Kirche. In den 1980er Jahren gehörte er zu den bekanntesten Vertretern der Kirche Lateinamerikas.

## Leben
Raul Eduardo Vela Chiriboga, eines von neun Geschwistern, besuchte eine Schule der Salesianer und studierte Katholische Theologie und Philosophie am Kolleg Santo Tomás Apóstol der Salesianer Don Boscos sowie am großen Priesterseminar San José in Quito. Er empfing am 28. Juli 1957 das Sakrament der Priesterweihe durch Leonidas Proaño, Bischof von Bolívar (heute Bistum Riobamba). Nach einigen Jahren in der Seelsorge im Bistum Riobamba war er Caritasdirektor, von 1957 bis 1967 Sekretär der Diözesankonferenz in Riobamba und von 1968 bis 1975 Untersekretär der ecuadorianischen Bischofskonferenz (Conferencia Episcopal Ecuatoriana, CEE).
Am 20. April 1972 ernannte ihn Papst Paul VI. zum Titularbischof von Ausafa und bestellte ihn zum Weihbischof in Guayaquil. Die Bischofsweihe spendete ihm am 21. Mai 1972 Pablo Kardinal Muñoz Vega SJ, Erzbischof von Quito; Mitkonsekratoren waren Bernardino Echeverría Ruiz OFM, damaliger Erzbischof von Guayaquil und später Kardinal, sowie Leonidas Proaño, damaliger Bischof von Bolívar.
Vela Chiriboga wurde am 29. April 1975 von Papst Paul VI. zum Bischof von Azogues ernannt. Er war von 1981 bis 1989 Mitglied der lateinamerikanischen Bischofskonferenz CELAM. Er war 1979 Teilnehmer an der Generalkonferenz der lateinamerikanischen Kirche in Puebla, die die bekannte „Option für die Armen“ bekräftigte.
Am 8. Juli 1989 ernannte ihn Papst Johannes Paul II. zum Militärbischof von Ecuador und zum Titularbischof von Pauzera. 1994 war er Vertreter Ecuadors auf der Bischofssynode in Rom. Ab 1999 war er zudem Präsident der Abteilung Pastoral und Liturgie in der lateinamerikanischen Bischofskonferenz CELAM.
Vela Chiriboga erklärte am 7. März 1998 gemäß den neuen Vergaberichtlinien der römischen Kurie seinen Verzicht auf seinen Titularsitz. Am 21. März 2003 ernannte ihn Johannes Paul II. zum Erzbischof von Quito und damit zum Primas von Ecuador; sein Amt trat Vela Chiriboga am 10. April 2003 an.
Am 11. September 2010 nahm Papst Benedikt XVI. sein aus Altersgründen vorgebrachtes Rücktrittsgesuch an.
Im feierlichen Konsistorium vom 20. November 2010 nahm ihn Papst Benedikt XVI. als Kardinalpriester mit der Titelkirche Santa Maria in Via in das Kardinalskollegium auf. Am 29. Dezember desselben Jahres wurde er zum Mitglied des Päpstlichen Rats für die Familie ernannt. Vela Chiriboga nahm am Konklave 2013 teil.
Zum 475. Jubiläum der Gründung der ersten kirchlichen Gerichtsbarkeit nahm er einige pastorale Besuche in Kirchengemeinden vor und rief die Katholiken dazu auf, ihren Glauben zu beleben und zu bekennen.